# Дмитрієвка (Брянська область)
Дмитрієвка (рос. Дмитриевка) — присілок в Гордієвському районі Брянської області Російської Федерації.
Населення становить 7 осіб. Входить до складу муніципального утворення Рудневоробйовське сільське поселення.

## Історія
Розташоване на території української історичної землі Стародубщина.
Від 2005 року входить до складу муніципального утворення Рудневоробйовське сільське поселення.

## Населення
| 2010 | 2013 |
| ---- | ---- |
| 7    | →7   |